# ارمنی‌ستیزی

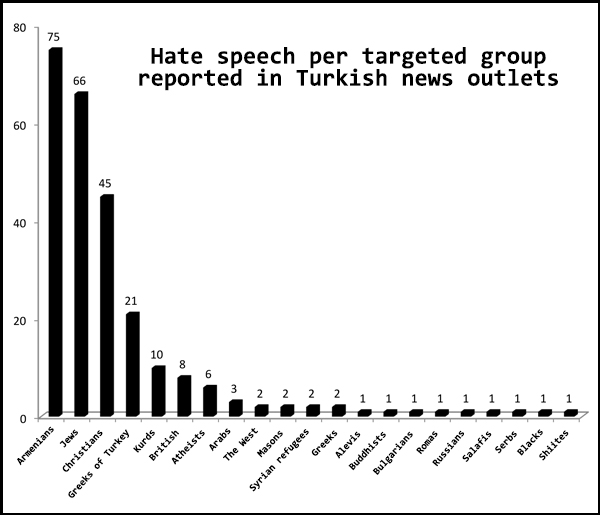
نمودار تهیه شده توسط دیده‌بان رسانه‌ها و بنیاد هرانت دینک براساس گزارش تهیه شده از رسانه‌های خبری ترکیه، افزایش سخنان تنفرآمیز بر اقوام مختلف در رسانه‌های خبری ترکیه براساس ماه‌های ژانویه و آوریل ۲۰۱۴

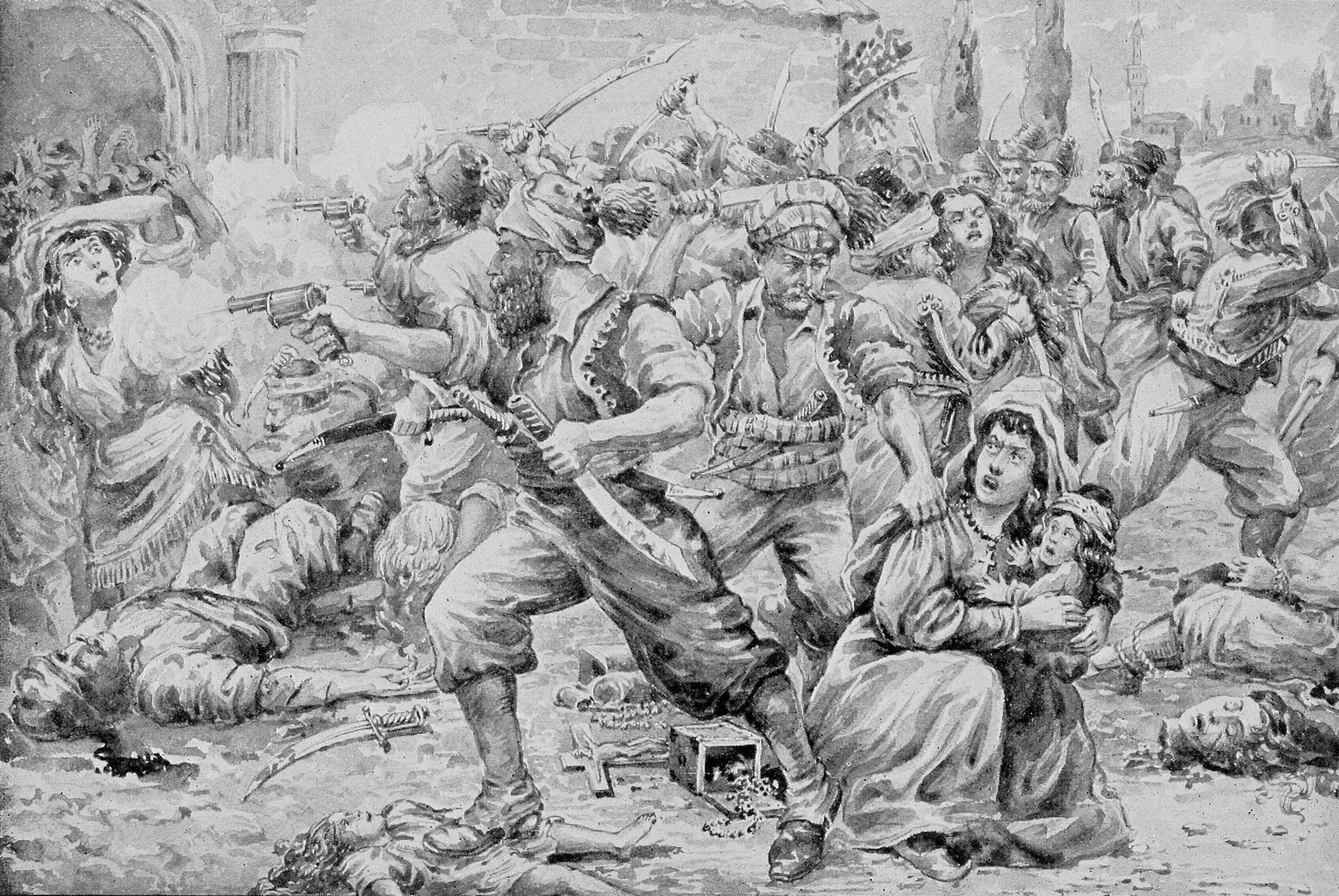
انگاره‌ای اثر یکی از شاهدان عینی کشتار حمیدیه در ساسون در سال ۱۸۹۴.

ارمنی‌ستیزی نیز به عنوان احساسات ضد ارمنی و ارمنی هراسی، اشاره به دشمنی با سیاست‌ها و فرهنگ ارمنی، و کشور ارمنستان و همچنین اشاره به حسادت، تبعیض، تعصب، نژادپرستی، به ارمنیان به عنوان یک گروه نژادی، قومی، زبانی، مذهبی پذیرفته‌شده در سراسر جهان دارد.
ارمنی‌ستیزی مدرن، معمولاً مخالفت با اقدامات و موجودیت کشور ارمنستان، انکار نسل‌کشی ارمنیان و مخالفت با مسئله ارمنی و افکار ناسیونالیستی ضد ملت ارمنی می‌باشد.

## ترکیه

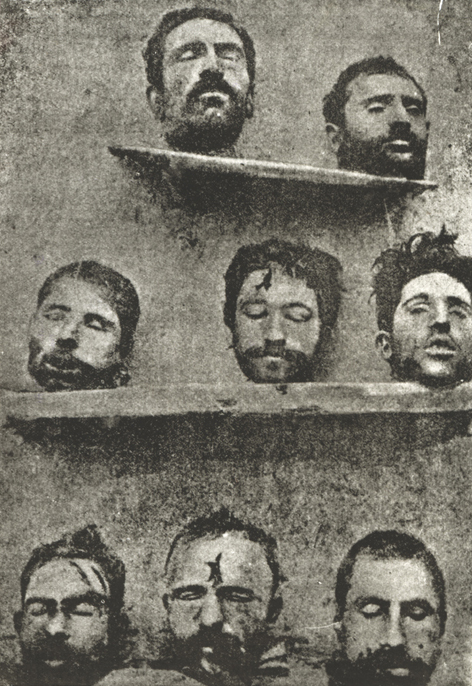
اعدام هشت نفر از اساتید ارمنی

### نسل‌کشی ارمنیان

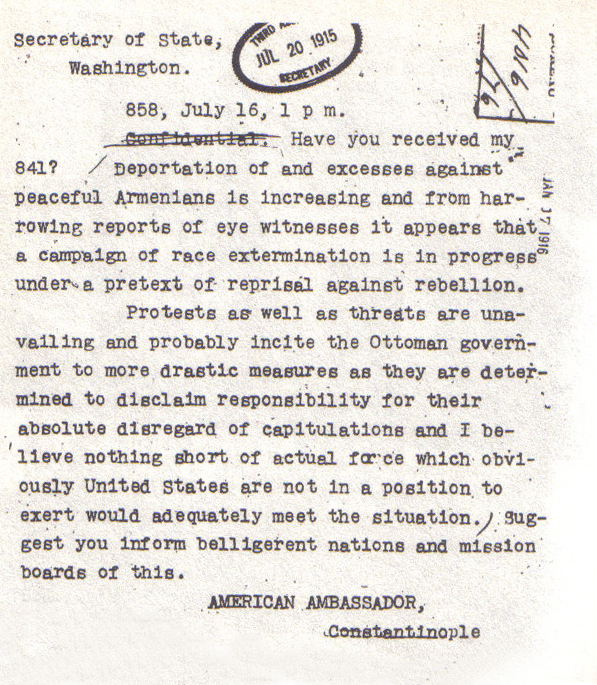
تلگراف سفیر آمریکا در ترکیه هنری مورگنتاو، به وزارت امور خارجه در ۱۶ ژوئیه ۱۹۱۵ توصیف چگونگی قتل‌عام ارمنیان توسط دولت عثمانی

| نام             | تاریخ                              |
| --------------- | ---------------------------------- |
| کشتار حمیدیه    | ۱۸۹۴–۱۸۹۶                          |
| قتل‌عام آدانا    | ۱۴ آوریل ۱۹۰۹                      |
| نسل‌کشی ارمنیان  | ۲۴ آوریل ۱۹۱۵                      |
| مقاومت وان      | ۱۹ آوریل تا ۱۷ مه ۱۹۱۵             |
| مقاومت موسی داغ | ۲۱ ژوئیه ۱۹۱۵م تا ۱۲ سپتامبر ۱۹۱۵م |

### انکار نسل‌کشی
پژوهش‌های بسیار زیادی دربارهٔ نسل‌کشی ارمنیان انجام شده و می‌شود؛ که قریب به اکثریت آن‌ها وقوع چنین نسل‌کشی را واقعی و انکارناپذیر می‌دانند. امروزه کشور ارمنستان خواهان به رسمیت شناختن این نسل‌کشی است اما دولت ترکیه علی‌رغم عدم انکار وقوع چنین واقعه‌ای از پذیرفتن این واقعه با عنوان «نسل‌کشی» خود داری کرده و وجود سیاست سیستماتیک برای نابودی ارمنیان را قبول ندارد. ترکیه معتقد است که در آن سال‌ها علاوه بر ارمنی‌ها ترکهای بی دفاع نیز قربانی آشفتگی‌ها شده‌اند.
صاحب منصب‌های تُرک اجازه وارسی آرشیو تاریخ جنگ را به گروه مستقل تحقیقاتی تاریخ را ندادند.

### نابودسازی فرهنگی
همزمان با نسل‌کشی و اخراج ارمنیان از ارمنستان غربی در سال های۱۹۱۵ و۱۹۱۶ م، نه تنها اموال قربانیان به تاراج رفت، بلکه کلیهٔ کلیساها و دیرها، که غیر از بناهای مذهبی، مراکز علمی و فرهنگی ارمنیان به‌شمار می‌آمدند و در آن‌ها آثار فرهنگی ارزشمندی وجود داشت، غارت شدند و بیش از بیست هزار نسخه کتاب‌های دست‌نویس که قدمتی چندین صدساله و گاهی بیش از هزار سال داشتند نیز از میان رفتند.
بعد از وقایع آن سال‌ها بناهای تاریخی، همچون خانه‌های متروکهٔ ارمنیان برای یافتن گنج‌های پنهان کندوکاو شدند، زیرا روستاییان تُرک و کُرد منطقه این باور را داشتند که ارمنیان با هدف بازگشت به خانهٔ خود کلیهٔ اموال قیمتی را در خانه‌هایشان پنهان کرده‌اند؛ لذا تخریب‌های انجام شده در این دورهٔ زمانی چندان گسترده و سازمان یافته نبود که باعث محو بناها شود.
اولین ویرانگری‌های سازمان یافتهٔ ارتش ترکیه در پایان جنگ جهانی اول در آنی (شهر باستانی)، انجام شد.
| موقعیت کلیساها اوایل قرن بیستم/موقعیت کلیساها در سال ۲۰۱۳م |
| --- |
| Holy Apostles Monastery in the 1900s |
| کلیسای آراکلوتس در نزدیکی شهر موش در غرب دریاچه وان قرار دارد. کلیسای اولیهٔ آن در قرن چهارم میلادی بنا شده و سپس در قرن یازدهم میلادی به یک مجتمع مذهبی و علمی مهم ارمنستان تبدیل گردیده‌است. در این مکان قرن‌ها کتاب‌های دست‌نویس تهیه می‌کردند و کتاب‌های بسیاری از ملت‌های مختلف نیز به زبان ارمنی ترجمه می‌شدند. در اواخر قرن نوزدهم میلادی چاپخانه و مدرسهٔ آموزش کشاورزی در آن تأسیس کردند، ولی تمامی آن‌ها در وقایع۱۹۱۵ م نابود شدند و دیر متروکه گردید. سپس تخریب تدریجی این بنا آغاز شد و سرانجام در دههٔ۱۹۶۰ م هدف گلوله‌های توپخانهٔ ارتش ترکیه قرار گرفت. |

### تغییر اسامی اراضی ارمنستان غربی
دولت ترکیه بعد از اشغال شش ولایت ارمنی ترکیه، در ۱۹۱۵م، اقدام به از بین بردن تمامی آثاری که از ارمنیان در دورانهای مختلف تاریخی در این منطقه به وجود آمده کردند. از جملهٔ این اقدامات تغییر اسامی اراضی اشغالی از ارمنی به تُرکی است تعدادی از این اسامی:
| نام کنونی   | نام باستانی                      | به لاتین    |
| ----------- | -------------------------------- | ----------- |
| بایبورت     | بایدبِرت                          | Baydbert    |
| بتلیس       | آغزنیک                           | aghznik     |
| ارزنجان     | یِرْزِنکا                           | Yerznka     |
| سیلوان      | نِپِرْکِت                            | Np'rkert    |
| الازیغ      | خاربِرد                           | Kharberd    |
| شانلی اورفه | اورها                            | Uṙha        |
| آغری داغ    | آرارات (ماسیس)                   | ararat      |
| دغوبایزید   | داروینک                          | Daroynk     |
| قارص        | کارس یا هارس نام محلی کاروتس بِرد | kaṛuts berd |
| ارزروم      | کارین                            | Karin       |
| سیواس       | سباستیا                          | Sebastia    |
| ملطیه       | مالاتیا                          | Malat'ya    |
| دیاربکر     | تیگراناکرت                       | Tigranakert |
| ملازگرد     | مانازکِرت                         | Manazkert   |

### مصادره اموال ارمنیان
بر طبق اسناد موجود دولت ترکان جوان طی سال‌های ۱۹۱۴–۱۹۱۸م ضمن مصادرهٔ دارایی‌های غیرمنقول ارمنیان، که شامل ۲٬۰۵۰ کلیسا و ۲۰۳ صومعه بوده، بسیاری از آنان را تخریب کرده در حالی که طبق گزارش اسقف اورمانیان، خلیفهٔ وقت ارمنیان استانبول، در ۱۹۱۲م ۲٬۲۰۰ کلیسا و دیر در ارمنستان غربی فعال بوده‌اند.
| |  |  |
| (چپ) کاخ ریاست جمهوری، محل اقامت رسمی رئیس‌جمهور ترکیه (مصطفی کمال آتاتورک) در اصل این املاک متعلق به ارمنی اُهانس کاسابیان می‌باشد. (راست) از اموال تصاحب شده از سوی ترکیه. زمینی که در آن پایگاه هوایی اینجرلیک ساخته شده متعلق به یک خانواده ارمنی بوده‌است. |  |  |

در گزارش ارائه شده از سوی بوغوس نوبار پاشا و آوتیس آهارونیان به کنفرانس صلح پاریس در ۱۹۱۹م شمار مراکز مذهبی و فرهنگیای که دارایی‌های آن‌ها به دست دولت عثمانی غارت و مصادره شده بود بالغ بر ۱٬۸۶۰ کلیسا، ۲۲۹ دیر، ۲۶ مدرسهٔ عالی، ۱٬۴۳۹ مدرسهٔ ابتدایی و ۴۲ یتیم‌خانه می‌شد که کلیهٔ آن‌ها تحت نظارت ۸۳ اسقف‌نشین در کل ارمنستان غربی فعالیت داشتند.
در ۲۷ مه ۱۹۱۵م، تنها چند هفته پس از آغاز کوچ اجباری ارمنیان، مجلس عثمانی قانون مربوط به تبعیدیان را به قصد تصاحب دارایی‌های آنان تصویب کرد و کوشید تا به غارت دارایی‌های برجای مانده از ارمنیان، پس از تبعید، وجههٔ قانونی دهد.
این قانون در ۱۰ ژوئن ۱۹۱۵م تصویب و در ۲۶ سپتامبر ۱۹۱۵م برای اجرا به کمیته‌های محلی مصادرهٔ اموال، در استان‌هایی که کوچ اجباری بومیان در آن‌ها به اجرا درمی‌آمد، ابلاغ شد.
این قانون ارمنیان را (مردم کوچ داده شده) و دارایی‌های آنان را (اموال با میل خود رها شده و دارایی‌های بی صاحب) اعلام می‌کرد.

### قتل هرانت دینک

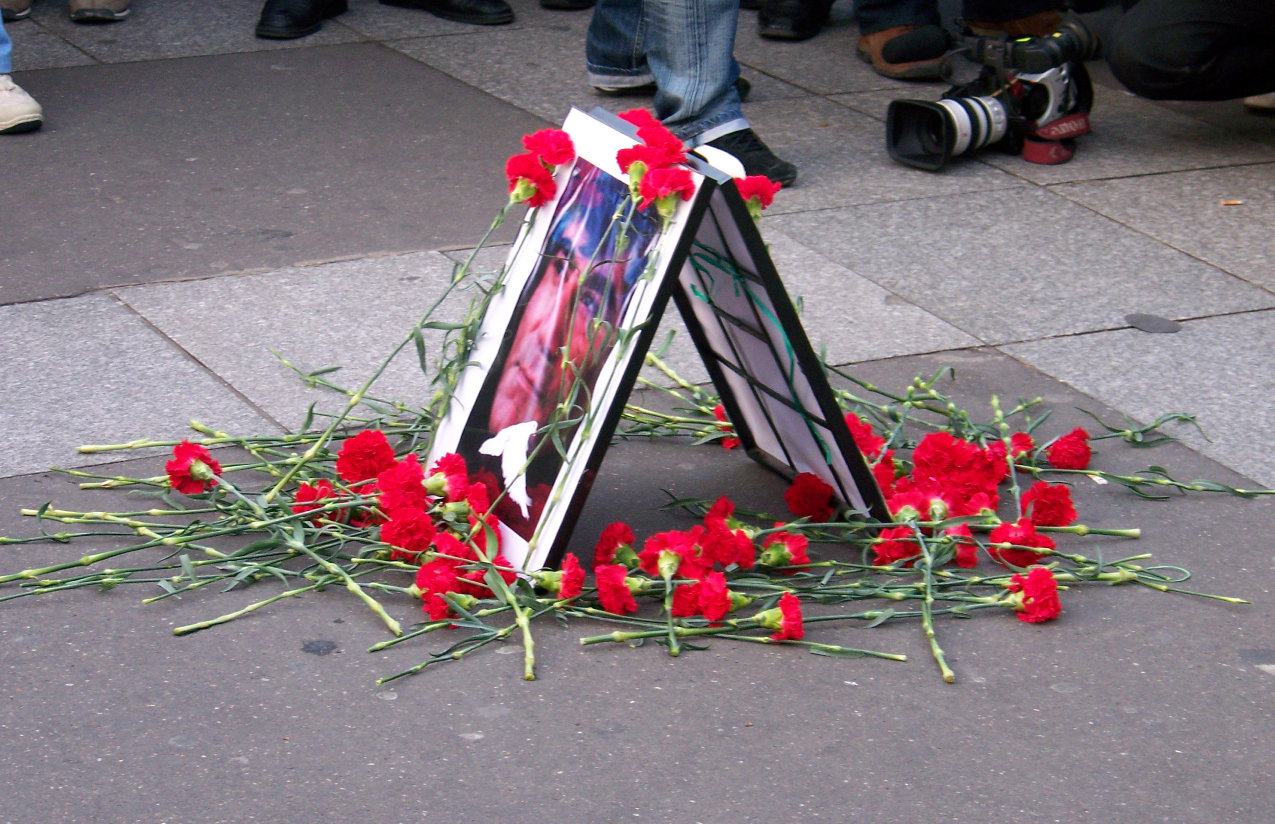
محل قتل هرانت دینک

هرانت دینک روزنامه‌نگار ترکیه‌ای ارمنی‌تبار در ژانویهٔ ۲۰۰۷، به‌دست (اوگون ساماست)، یک ملی‌گرای و دست‌راستی تندرو ۱۷ سالهٔ تُرک به ضرب گلوله دراستانبول ترور شد.
او برای مطرح کردن اندیشه‌هایش در مورد نسل‌کشی ارمنیان سه بار بر اساس ماده ۳۰۱ قوانین ترکیه مورد محکومیت قرار گرفت و در ۷ اکتبر ۲۰۰۵ بر اساس رأی دادگاه قضایی (شیشلی) به شش ماه حبس محکوم شد. البته، پیش از آن نیز بر اساس ماده ۳۰۱ دو بار به پای میز محاکمه کشانده شده بود که یک بار محکوم و بار دیگر تبرئه شده بود.
او در مورد مسئله ارمنی و کشتار دسته جمعی ارمنیان نظرات نو و بدیعی را مطرح کرد. هدف اصلی او ارائه راه حلی برای پایان دادن به موضوع مورد اختلاف ارمنیان و تُرک‌ها طی چندین دهه اخیر بود. دینک بانی عقیده‌ای خاص برای تحقق این مسائل بود و در این راه از هیچ تلاشی دریغ نکرد.

### قتل سواک شاهین
سواک شاهین، سرباز ارمنی‌تبار ارتش ترکیه، در روز ۲۴ آوریل ۲۰۱۱ میلادی سالروز نسل‌کشی ارمنیان توسط ترکیه توسط (کوانچ آقا اوغلو)، سرباز هم خدمتی اش، به قتل رسیده بود.
(هلیل اکشی)، سربازی که شاهد قتل سواک شاهین بوده‌است، در دادگاه اعلام نموده‌است که به دلیل فشارها و تهدید صورت گرفته از سوی خانواده قاتل، شهادت اولیه خود را تغییر داده بود.
هلیل اکشی در شهادت اولیه خود به عمدی بودن قتل سواک شاهین اشاره کرده بود اما بعدها مدعی غیرعمدی بودن قتل شد. دادگاه رسیدگی به قتل سواک شاهین علی‌رغم شواهد موجود به نفع عمدی بودن این قتل (از جمله وجود شواهدی به نفع تمایلات نژادپرستانه فرد قاتل)، حکم به غیرعمدی بودن قتل مذکور داده و قاتل را فقط به ۴ سال و ۵ ماه حبس محکوم کرد.

### اقدامات ناسیونالیستی
- ماده ۳۰۱ (قانون کیفری ترکیه)

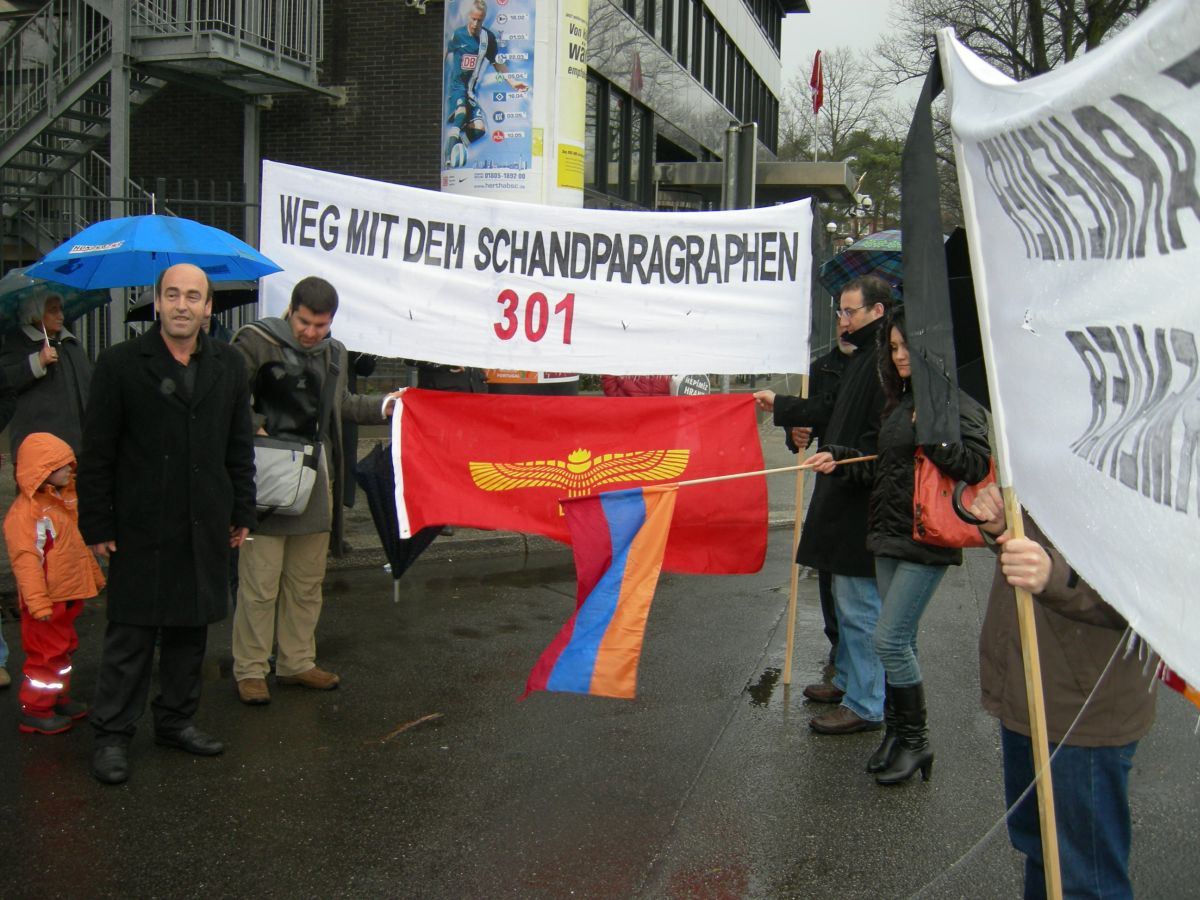
مخالفت علیه ماده ۳۰۱ در آلمان مقابل سفارت ترکیه.

ماده ۳۰۱ قانون کیفری ترکیه، ماده‌ای قانونی است که با تعریفش از «خیانت به هویت ترکی و جمهوری ترکیه» باعث دستگیری یا تعقیب قضایی بسیاری از نویسندگان و روزنامه‌نگاران ترکیه شده‌است. این ماده، هرگونه زیر سؤال بردن هویت تٌرکی، تبار و موجودیت تاریخی تٌرک‌ها را از تٌرک‌های عثمانی گرفته تا دیگر اقوام تٌرک زبان را جرم می‌داند. با استناد به این قانون معمولی‌ترین انتقادها از عملکرد تبار تٌرک، حتی در گذشته‌های بسیار دور، توهین محسوب شود. این قانون دست سیستم قضایی را برای دستگیری بسیاری از روشنفکران و نویسندگان تُرک را به اتهام خیانت به هویت تٌرکی به خوبی باز گذاشته‌است.
- نماز رهبران ترکیه در کلیسای تاریخی آنی (شهر باستانی)

روز اول اکتبر ۲۰۱۰م رهبر حزب افراطی راست حزب حرکت ملی ترکیه دِولِت باهچالی همراه دیگر رهبران و هواداران حزب در کلیسای نیمه‌ویران آنی نمار جماعت برگزار کردند. این کار آشکارا اقدامی تحریک‌آمیز بود در مقابله با مراسم دینی سالانه در کلیسای صلیب مقدس، جزیره آختامار که روز ۱۹ سپتامبر (۲۸ شهریور) برگزار شده بود. این اقدام با مجوز مقامات ولایت قارص اتفاق افتاد، هرچند پیش‌تر برخی از مقامات آن کشور اعلام کرده بودند که برگزاری نماز جماعت خلاف قانون اساسی ترکیه است.
- مرز ترکیه و ارمنستان

ژیرایر لیباریدیان می‌گوید:
«این تصور که تا سال ۱۹۹۳ مرز ترکیه و ارمنستان باز بود غلط است. در دوره اتحاد جماهیر سوسیالیستی شوروی این مرز هفته‌ای یک بار باز می‌شد تا قطار مسافری به ترکیه برود. بعد از فروپاشی شوروی رفت‌وآمد این قطار هم متوقف شد. بعد از آن مرز چند بار باز شد. در سال ۱۹۹۲ با دستور ویژه اجازه داده شد محموله گندم ۵۲ هزار تنی که از اروپا از راه ترکیه ارسال شده بود از طریق مرز دو کشور وارد ارمنستان شود. چند بار هم دولت ترکیه مرز را برای من گشود تا بتوانم برای شرکت در مذاکرات از آن عبور کنم. به‌طور کلی می‌توان گفت مرز ارمنستان و ترکیه همیشه بسته بوده‌است. نشستن پای میز مذاکره با ترکیه بدون پیش شرط و بدون جدا کردن مسئله شناسایی نسل‌کشی ارمنیان از گسترش روابط دیپلماتیک، برای ما هم دشوار بود. سرژ سرکیسیان از عبدالله گل تشکر می‌کند. در این صورت مسؤول شکست مذاکرات کیست؟ باقی می‌ماند نخست‌وزیر رجب طیب اردوغان و وزیر امور خارجه احمد داووداغلو. به نظر می‌رسد در ترکیه نسبت به این موضوع دو رویکرد سیاسی وجود دارد»
«ترکیه در آستانه سال ۲۰۱۵ میلادی در تلاش است تا ایروان را ترغیب به سازش‌هایی در برابر گشایش مرزها کرده و مطالباتی را که ممکن است در آستانه صدمین سالگرد نسل‌کشی ارمنیان از سوی ارمنستان ارائه گردند کاهش دهد. ترکیه در هراس از ایجاد اتحاد میان ارمنیان و کُردها در برابر خود، به تلاش‌های خود در رابطه با ارمنیان به موازات اقدامات برای صلح با کُردها ادامه می‌دهد. با این وجود علی‌رغم قرار گرفتن در موضع دفاعی ترکیه همچنان اقدام به طرح پیش شرط می‌کند. پس از اعلام خبر سفر داوداوغلو به ارمنستان وی در مصاحبه با روزنامه «صباح» بار دیگر پیش شرط‌هایی را برای عادی‌سازی روابط با ارمنستان تعیین کرده‌است. وی خطاب به ارمنستان عنوان کرده‌است. زمانی‌که شما از اشغال اراضی کشور همسایه خود دست بردارید، هیچ مانعی بر سر راه روابط دوستانه وجود نخواهد داشت. شاوارش کوچاریان معاون وزیر خارجه ارمنستان در واکنش به این اظهارات تأکید کرده‌است. بهتر است داود اوغلو در سفر به ارمنستان با حضور در بنای یادبود قربانیان نسل‌کشی ارمنیان نسبت به آن‌ها ادای احترام کند.»

## جمهوری ارمنستان ۲۸ مه ۱۹۱۸

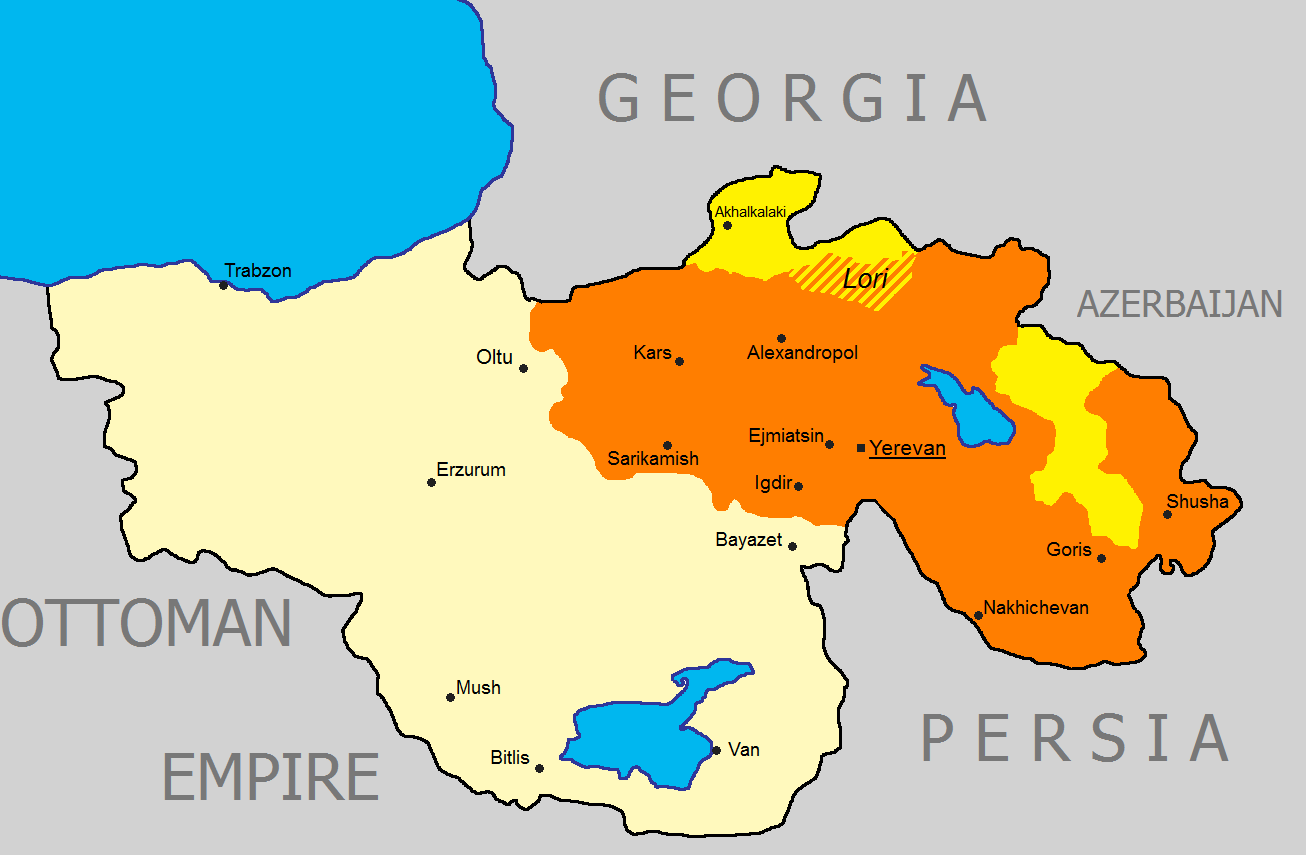
اولین جمهوری ارمنستان (رنگ نارنجی)

الهام علی‌اف در ژانویه ۲۰۰۸ اظهار داشت:
«ارمنستان برنده جنگ نیست جنگ به پایان نرسیده و تنها مرحله اول جنگ تکمیل شده‌است. در سال ۱۹۱۸ شهر ایروان به ارمنی‌ها سپرده شد که یک اشتباه بسیار بزرگ بود.»
ارمنستان با پیروزی در نبرد سارداراباد که در خطر نابودی بود توانست به استقلال برسد.
توطئه و نفرت در زمان استقلال ارمنستان ۱۹۱۸ مشهود بود. در چهارم ژوئن ۱۹۱۸م به موجب معاهده باطوم دولت ترکیه دولت ارمنستان را که مرزهای آن به علت سازش پنهانی با آذری‌ها به قسمتی از منطقه ایروان و منطقه دریاچه سوان محدود می‌شد، به رسمیت می‌شناخت و باقی سرزمین ارمنستان روسیه را بین خود تقسیم می‌کردند.
در اواخر آوریل ۱۹۱۸ قلی خان اقبال السلطنه هماهنگ و همراه دولت عثمانی بود در نامه‌ای که متن آن را در اختیار کارگذار ماکو قرار داد که از طرف نیروهای عثمانی دریافت نموده بود به این قرار است:
«چنان‌که بنده به دغوبایزید برسم حتماً به روسیه عبور خواهم کرد، بدیهی است که شما هم چنانچه وعده داده‌اید با عده سوار و پیاده خود از آن طرف به روسیه حرکت نموده که بالاتفاق دست به دست داده، نخجوان و ایروان را از تجاوزات ارمنیان خلاص و این فرقه رذیله را تماماً قتل و ممالک اسلام را از وجود نحس اینها پاک نماییم و البته عندالاقتضاء به خاک و اهالی اسلامیه ایران در هر گونه معاونت و فداکاری دریغ نخواهم نمود.»
حزب کمونیست ترکیه طی نامه‌ای به ولادیمیر لنین، ضمن تأکید بر مبارزه مشترک هر دو کشور ضد امپریالیسم و دولت‌های دست نشانده آن‌ها در قفقاز، اظهار داشت دولت ترکیه عملیات علیه ارمنستان امپریالیست را بر عهده خواهد گرفت و مجبور خواهد کرد به دولت شوروی ملحق شود.>>

## اتهام به هوهانس کاچازنونی
اتهامی که به هووانس کاچازنونی وارد شده دربارهٔ کتابی به نام (حزب داشناکسیون دیگر قادر به کاری نیست)، می‌باشد. این کتاب گویا در مسکو توسط مهمت پرینچک پیدا شده‌است.
(مهمت پرینچک عضو سازمان تروریستی ارگنه کن می‌باشد و در سال ۲۰۱۳ به ۶ سال زندان محکوم شد. این کتاب فقط توسط انتشاراتی به نام "Kaynak Press" به زبان‌های انگلیسی و آلمانی و ترکی به چاپ رسیده)
مهمت پرینچک پسر دوغو پرینچک (او رهبر حزب کارگر می‌باشد و در سال ۹ مارس ۲۰۰۷ به دلیل انکار نسل‌کشی ارمنیان در سوئیس محکوم به پرداخت ۱۲۰۰۰ فرانک سوئیس شد و همچنین در سال ۲۰۱۳ به علت همکاری با گروه تروریستی ارگنه کن و شرکت در عملیات کودتا به حبس ابد محکوم شد)
در واقع این کتاب یک سند جعلی است که توسط یک گروه تروریستی به چاپ رسیده‌است.

## عایشه گونایسو و تانر آکچام

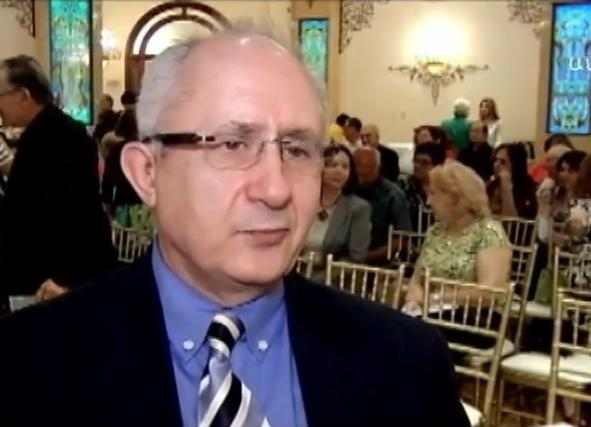
تانر آکچام نویسنده کتاب اقدام شرم‌آور

دکتر تانر آکچام تاریخدان و جامعه‌شناس تُرک تباری که کشتار ارمنیان را در ۱۹۱۵م، به دست دولت ترکیهٔ عثمانی، نسل‌کشی نامید و خواستار احقاق حق ارمنیان از سوی دولت ترکیه شد.
وی یک نامه سرگشاده به رجب طیب اردوغان سایت خبری طرف ترکیه آن را منتشر کرده خلاصه متن نامه به شرح ذیل است:
<<آقای اردوغان نخست‌وزیر محترم:
طلعت پاشا در تاریخ ۷ اکتبر سال ۱۹۱۶ م. طی تلگرافی به جمال پاشا وزیر کشور توضیح می‌دهد که چرا اموال و دارایی‌های ارمنیان ساکن ترکیه را غارت و ضبط کرده‌اند. او در این تلگراف به صراحت می‌گوید: (هدف نابودی کامل ارمنیان و آثار بجا مانده در مناطق ارمنی‌نشین ترکیه بوده‌است)
حال آقای اردوغان شما در این خصوص چه می‌گوئید؟
آقای نخست‌وزیر، این نامه را از این جهت به شما می‌نویسم زیرا که شما بارها منکر نسل‌کشی ارمنیان شده و به کرات این جملات را تکرار کرده‌اید، (ملت من مرتکب نسل‌کشی نشده) و (در تاریخ مسلمانان نسل‌کشی معنایی ندارد)
تلگراف به تاریخ ۲۹ اوت سال ۱۹۱۵ م. است که به تمام ایالت‌های عثمانی مخابره شده و متن آن به شرح ذیل است:
(پس از کشتار و کوچ اجباری ارمنیان به نقاط از پیش تعیین شده و حل مسئله ارمنی، دولت اصرار دارد در سال جدید موانع جدی در راه تجدید قوا و ساماندهی ارمنیان ایجاد شده تا از اقدامات ملی گرایانه ارمنی و فریاد داد خواهی آنان علیه دولت جلوگیری و مانع از تشکیل دولت و کشور ارمنستان شود)
آقای اردوغان، در خصوص این تلگراف این پرسش را مطرح می‌کنم و خواهان پاسخگویی شما هستم. چرا دولت عثمانی اصرار بر عدم ساماندهی، تجدید قوا و تشکیل دولت ارمنستان و مانع از فریاد عدالت‌خواهی ارمنیان داشته؟ مگر غیر از این بوده که دولت بر اعمال وحشیانه خود واقف بوده و ترس از این موضوع داشته‌است، مگر می‌شود ۱/۵ تا دو میلیون ارمنی را از خانه و کاشانه خود بیرون رانده، پیاده در گرمای سوزان تابستان بسوی صحراهای سوریه فرستاد و آنوقت انتظار داشت ارمنیان فریاد داد خواهی سر ندهند؟>>
خلاصه‌ای از نامه عایشه گونایسو به دولت ترکیه:
<<انکار سازمان یافته در حکم حاکمیت دروغ است. انکارکننده برای تداوم انکارش ناگزیر است قاطعانه و به‌طور مداوم دروغ بگوید. درغیر اینصورت، دروغش دوام نمی‌آورد. ما در کشورمان ترکیه، همگی در این دنیای دروغ زندگی می‌کنیم، تا آنجا که کتاب‌های درسی، سازمان‌های خبری، اسناد رسمی، ادبیات و احتمالاً حتی نام‌های خانوادگی ما به ما دروغ تحویل می‌دهند. دروغ گفتن فقط دادن اطلاعات نادرست نیست، پنهان کردن واقعیت نیز دروغ است؛ بنابراین، بعضی از ما، حتی آن‌هایی که خود را مصون از دروغ‌های رسمی می‌دانند بسیار احتمال دارد که به دلیل بی‌حسی ای که از گذشته تاریکمان به ارث برده‌ایم، بی‌حسی ای که تمایل ما به جستجوی حقیقت را نابود می‌کند، ناخودآگاه ناقل این نوع دروغ – یعنی پنهان کردن واقعیت – باشیم.
انکار شرارت غیرقابل تصور، غیرقابل توصیف و جبران‌ناپذیری که به وقوع پیوست و سپس بازتولید آن با دروغ، تمامی نظام را فاسد ساخته‌است. درواقع، انکار به کمک دروغ خود را بازتولید می‌کند. در افسانه پایه‌گذاری جمهوری ترکیه دروغ همچنان نقش اساسی ایفا نمود. «جنگ برای آزادی کشور» در سال‌های ۱۹۲۲–۱۹۱۹، ایضاً برپایه فریب و دروغ آغاز و تداوم یافت. این جنگ به عنوان خیزش ملی برای استقلال و جنگ علیه نیروهای متفقین معرفی می‌شد، درحالی که به منظور امحاء جوامع غیرمسلمان آسیای صغیر متعاقب نسل‌کشی ارمنیان، نسل‌کشی آشوری‌ها و نسل‌کشی یونانیان به کار گرفته شد.
دستگاه نوبنیاد دولتی شروع به نهادینه کردن یک سلسله دروغ از طریق مورخان کاذب نمود. به این مورخان تعلیم داده می‌شد که تاریخ ملت را برپایه نظریه مشهور تُرکی تاریخ بنویسند که طبق آن هرچیز خوب در دنیا از ملت تُرک ناشی شده و مردمان آن از هر لحاظ، از لحاظ صداقت، شجاعت، نوآوری، هوش و استعداد و غیره، بهترین انسان‌های روی زمین‌اند.
به موازات تدارک بی‌امان ترکیه برای مقابله با صدمین سالگرد قریب‌الوقوع نسل‌کشی ارمنیان و آماده شدن سازمان‌های ارمنیان در سراسر جهان برای گرامیداشت این یادواره، دروغها حدت و شدت بیشتری می‌یابند.
دولت ترکیه بی‌درنگ به‌طور مستقیم یا رسمی وارد صحنه نشده‌است، اما به تاکتیک سازماندهی مبارزه علیه «دروغهای ارمنیان» از طریق «سازمانهای مدنی» و پشت درهای بسته، روی آورده‌است.
مشهودترین اقدام در این زمینه، تظاهرات معروف به «خوجالی» در ۲۶ فوریه گذشته در استانبول بود، که یک نمایش توده‌ای سازمان داده شده علیه ارمنیان محسوب می‌شد. گرچه حمایت مالی و پشتیبانی دولتهای ترکیه و جمهوری آذربایجان، هر دو از این تظاهرات آشکار بود، بااینحال به عنوان اقدامی از جانب سازمان‌های غیردولتی معرفی گردید .>>

## جمهوری آذربایجان

### قتل‌عام ارمنیان
| نام            | تاریخ                                                         |
| -------------- | ------------------------------------------------------------- |
| قتل‌عام باکو    | ۶ فوریه ۱۹۰۵ میلادی و ۱۵ سپتامبر ۱۹۱۸ و ۱۳ ژانویه ۱۹۹۰ میلادی |
| کشتار شوشی     | ۱۹۲۰م                                                         |
| کشتار سومقاییت | فوریه ۱۹۸۸م                                                   |
| قتل‌عام گنجه    | نوامبر ۱۹۸۸م                                                  |
| کشتار ماراقا   | آوریل ۱۹۹۲م                                                   |

### وقایع خوجالو-خوجالی
نگرانی دولت‌های خارجی از دستیابی جمهوری آذربایجان به تسلیحات و مهمات باقی‌مانده شوروی در قلمرو آن کشور بود. رافی هُوانسیان، در مسکو و در حضور آندره کوزیراف، حسین آقا صدیق اف، همتای آذربایجانی خود، را به قبول استقرار نیروهای کلاه آبی سازمان ملل یا نیروهای صلح مشترک کشورهای تازه استقلال یافته ترغیب می‌کرد.
در ۲۵ فوریه ۱۹۹۲م، لوون تر-پتروسیان، بار دیگر خواستار دخالت رهبران چهارده کشور جهان برای جلوگیری از تشدید جنگ از سوی جمهوری آذربایجان و خصوصاً اقدامات بازدارنده روسیه در دستیابی آذربایجان به تسلیحات به جای مانده از روزهای حکومت شوروی در آن کشور شد. اعتقاد راسخ بر آن بود که ارمنستان هیچ گونه ادعای مرزی ندارد و حل مناقشه آرتساخ فقط در بطن مذاکرات مستقیم دولت آذربایجان و کادر رهبری قره باغ ممکن است.
دخالت، میانجیگری و وساطت سازمان‌ها و دولت‌های دیگر مانع ادامه و تشدید خون‌ریزی نشد چرا که شاید فاجعه جنگ همیشه هم‌زمان با مذاکرات صلح به اوج خود می‌رسد. رخدادهای خوجالو نیز از این قاعده مستثنا نبود.
خوجالو مسلماً شاهد اسف بارترین رخدادهای مناقشه قره باغ بوده‌است. درطی هیچ‌یک از عملیات جنگی این تعداد از افراد بی دفاع، خصوصاً زنان و کودکان، به هلاکت نرسیده‌اند. شمار کشته شدگان تا به امروز نیز به درستی اعلام نشده‌است.
دولت جمهوری آذربایجان از ۱۹۸۸م ترک‌های مسختی اخراج شده از ازبکستان را در خوجالو اسکان داده بود.
نیروهای جمهوری آذربایجان مستقر در خوجالی توسط ب‌ام-۲۱ گراد و راکت اندازها شهر استپاناکرت را مورد هدف قرار می‌داد. در استپاناکرت بیش از ده‌ها نفر از ساکنان شهر جان خود را از دست دادند و زخمی شدند. ۴۵۰۰ بمب، ازجمله سه هزار موشک گراد، در طول فقط چند ماه بیش از ۸۰ در صد شهر استپاناکرت را ویران کرده بود. تعداد تلفات ۱۱۱ نفر و زخمی‌ها ۳۳۲ نفر از بین ساکنان شهر گزارش شد.
روبرت کوچاریان، بر این اعتقاد بود که دو طرف درگیری معمولاً عملیات خود را از مناطق مسکونی دور نگه می‌دارند ولی ارتش آذربایجان خوجالو را مرکز عملیات تهاجمی خود قرارداده بود و از چهار ایستگاه موشکی گراد مستقر در این شهر اقدام به بمباران مداوم شهر استپاناکرت می‌کرد.
شلیک موشک‌ها از مرکز مسکونی شهر خوجالو، بنابر قانون جنگ، خود شهر خوجالو را به هدف اصلی آتش دشمن تبدیل کرد و طبیعتاً منجر به قتل ساکنان بی گناه شهر شد.
ساموئل بابایان، از فرماندهان قره باغ، تعبیر دیگری از رخدادها داشت. او می‌گوید که:
<<بستر رودخانه کارکار به منزله دالان امن خروج ساکنان غیرنظامی از خوجالو به طرف شهرستان آقدام، از سوی رزمندگان ارمنی مشخص شده بود و از آن محافظت می‌شد.
آنچه که انتظارش نمی‌رفت اتفاق افتاد. ساکنان بی دفاع خوجالو، که از میان سنگرهای ما در طول دالان امن خروج به سمت شهر آقدام در حرکت بودند، از رو به رو با آتش سربازان جبهه ملی آذربایجان، که از طرف شهر آقدام به طرف ما گشوده شده بود، مواجه شدند.>>
در ادامه می‌نویسد: «شرایط برای جلوگیری از خروج شش هزار تن از ساکنان بی دفاع و کشتار دسته جمعی آن‌ها برای ما فراهم بود ولی فرماندهی ما به عمد عملیات را برای چند روز به تعویق انداخت و دالان فرار را برای ساکنان غیر مسلح خوجالو فراهم کرد.»
طبق اطلاعاتی که (ویلسون گور)، مورخ کانادایی ارائه می‌دهد، نیروهای آذری مستقر در آقدام نیز اشتباهاً بر روی این بخت برگشته‌ها آتش گشودند. باید توجه داشت که این عملیات در منطقه وسیعی در هنگام شب صورت می‌گرفته و تشخیص افراد مسلح از غیرمسلح اساساً غیرممکن و امکان اشتباه از سوی هر دو طرف زیاد بود.
چنگیز مصطفی یف می‌نویسد: «بسیار امکان داشته که واحدهای مسلح آذری مستقر در آقدام کوچ کنندگان را در تاریکی شب با مهاجمان ارمنی اشتباه گرفته و به روی آن‌ها آتش گشوده‌اند. سپس، برای پنهان کردن آثار اشتباه مرگبار خود، جسدها را تا حد غیرقابل شناسایی مثله و صبح روز بعد با بوق و کرنا ارمنیان را مسئول این جنایت معرفی کرده‌اند.»
واقعیت اینست که قربانیان خوجالی در منطقه‌ای که تحت کنترل نیروهای آذری و ۱۱ کیلومتر دور از دسترس نیروهای دفاعی قره باغ بود به خاک افتادند. وقوع این فاجعه در زمانی بود که جنگ قدرت بین دولت وقت آذربایجان به رهبری ایاز مطلب‌اف و ابوالفضل ایلچی‌بیگ به اوج خود رسیده و طرفین از هیچ چیز برای ضربه زدن به یکدیگر رویگردان نبودند. اوضاع وقت خوجالی موقعیت ایدآلی را برای طرفداران ایلچی بیگ فراهم آورد.
واحدهای ارتش آذربایجان برخوردی سبعانه با افرادی که به سمت آقدام در حرکت بودند داشتند. چه طراحی شده و چه ناخواسته واحدهای رزمی آذربایجان باعث این تراژدی شدند.
ایرادی که پاره‌ای از سازمان‌های دیدبان حقوق بشر به نیروهای ارمنی می‌گیرند این است که ولو اینکه نیروهای آذری مردمشان را آگاهانه دم گلوله توپ گذاشته بودند و ولو اینکه تشخیص افراد مسلح از غیر مسلح در آن هرج و مرج آسان نبوده، ارمنیان کلاً نمی‌بایستی روی آذری‌ها آتش می‌گشودند، چون به هرحال امکان داشت که افراد بی گناه در این میان قربانی شوند.
سلیمان عباس اف، از ساکنان خوجالو، شکایت می‌کرد که:
«چند روز مانده به جنگ خوجالو، بلندگوهای ارتش ارمنیان خبر حملهٔ نهایی برای اشغال خوجالو و اختصاص دالان فرار برای ساکنان غیرنظامی دهکده را پخش می‌کردند و در حالیکه بالگردهای ارتش ما بارها بر فراز خوجالو در پرواز و ناظر بر اوضاع بودند، کسی را نگران سرنوشت خود نمی‌دیدیم. درآن شرایط نه فقط قدمی برای نجات ما برداشته نشد، هیچ کمکی دریافت نکردیم و بدتر از همه، هنگامی که امکان خروج زنان، اطفال و افراد سالخورده از مسیر دالان فرار وجود داشت، ما را به ماندن ترغیب می‌کردند.»
تحریک افکار عمومی آذربایجان و اصرار در ایجاد نفرت و نژادپرستی نمی‌تواند حقایق گزارش شده از سوی خبرنگاران آزاد آذربایجانی و ناظران بین‌المللی را پنهان نماید.
عین‌الله فتح‌الله اف، خبرنگار آذربایجانی، در بهار ۲۰۰۵م از خوجالو بازدید و با بازماندگان جنگ مصاحبه کرد. او پس از بازگشت به باکو مقاله‌ای از قول پناهندگان نفتالان با این مضمون نوشت:
«آنها چند روز مانده به نبرد خوجالو با بلندگوهایشان از ساکنان غیر مسلح شهر می‌خواستند که شهر را از طریق دالان امن رودخانه کارکار ترک کنند. اگر ساکنان شهر از طریق دالان امن شهر را ترک می‌کردند ارتش آزادی‌بخش ارمنیان قره باغ بر روی آن‌ها آتش نمی‌گشود ولی نمی‌دانیم چرا برخی از سربازان جبهه نخست آذربایجان آن‌ها را به سمت شهر نخجوانیک، که در اشغال ارتش ارمنیان بود، حرکت می‌دادند. تنها راه امن خروج از مهلکه از میان نیروهای ارمنی، بدون درگیری، تضمین شده بود ولی گویا سربازان جبهه ملی آذربایجان دریای خون هم وطنان را برای مرگ سیاسی رئیس‌جمهور مطلب اف فراهم می‌ساختند.»
طبق گزارش‌ها، اکثر ساکنان شهر نیز از طریق این معبر شهر را ترک کردند.
حدود۸۰۰ – ۷۰۰ نفر از ساکنان شهر، از جمله ۳۰۰ ترک‌های مسختی که قادر به ترک شهر نشده بودند توسط نیروهای دفاعی قره باغ به استپاناکرت منتقل و موقتاً درآنجا اسکان داده شدند.
چند روز بعد، آوارگان آذری بدون هیچ گونه قید و شرطی از طریق کمیته بین‌المللی صلیب سرخ به مقامات آذربایجان تحویل گردیدند. رویداد مزبور را سازمان حقوق بشر مستقر در مسکو به نام انجمن یادبود گزارش نموده‌است.
(دانا مازالووا) می‌گوید: «بسیاری از اجساد فراریان خوجالو، در نزدیکی شهر آقدام که در اختیار ارتش آذربایجان دیده شده بود. از فاصله کم به زانوی آن‌ها شلیک شده و گویا کسانی می‌خواسته‌اند از فرار آن‌ها جلوگیری کنند. همکاران من در ۲۹ فوریه از این اجساد فیلم‌برداری کرده‌اند. سه روز بعد وقتی در ۲ مارس دوباره از آن اجساد فیلم‌برداری می‌کردیم لباس اجساد را کنده، بدنها را تکه‌تکه کرده و حتی پوست سر آن‌ها را نیز کنده بودند! و همه اینها در مناطق تحت اشغال نیروهای آذربایجان اتفاق افتاده بود.»
ایاز مطلب‌اف می‌گوید: <<همه اینها از پیش برای برکناری من از قدرت طراحی شده بود. با شناختی که از ارمنیان دارم بعید می‌دانم که آن‌ها این چنین آشکارا آثار جنایت خود را در اختیار ما قرار داده باشند. اگر اعلام کنم که همه تقصیرها بر گردن مخالفان دولت من است، مرا متهم به افتراء بستن خواهند کرد ولی از حقایق نمی‌توان گذشت. مسلم است که ارتش ارمنیان قره باغ دالان امنی را برای خروج ساکنان بی دفاع به وجود آورده بودند و دلیلی برای شلیک به سوی آن‌ها نداشتند.
به محض محاصره خوجالو از سوی تانک‌های ارمنی، می‌بایست اقدام به خروج ساکنان بی دفاع از شهر می‌شد.>>
ادعا شده که نیروهای روسی (هنگ موتوریزه ۳۶۶ شوروی سابق) نیز درگرفتن شهر خوجالی شرکت داشته‌اند.
هنگ موتوریزه یاد شده در نزدیکی استپاناکرت، پایتخت قره باغ مستقر و خود آماج آتشبارهای ارتش آذربایجان قرارداشت و تلفاتی هم متحمل شده بود. بعد از این تلفات، از مرکز فرماندهی روسی به هنگ دستور داده می‌شود که پاسخ آتش توپخانه آذری را بدون خروج از پایگاه خودشان بدهند. جدال آتشبارهای دو طرف (طرف آذری و روسی) چند روز قبل از سقوط شهر را ساکنان فراری خوجالی گزارش داده‌اند.
به نظر می‌آید که دلیل نشر این اطلاعات غیرواقع این باشد که اول: مدافعان شکست خورده خوجالی عملکرد، و در واقع بی عملی خود را نزد هموطنانشان بتوانند توجیه کنند و دوم: این اولین بار بود که آنان می‌دیدند نیروهای دفاعی قره باغ از ادوات و خودروهای زرهی استفاده می‌کنند.

### جعل تاریخ
در ۱۹۱۸م، سه کشور ارمنستان، گرجستان و جمهوری آذربایجان به استقلال دست یافتند. از این سه کشور گرجستان و ارمنستان نام تاریخی خود را حفظ کردند اما سرزمین واقع در غرب دریای خزر با ساکنان تاتار خود نخست قرار بود ماورای قفقاز شرقی یا جنوبی نامیده شود لیکن حزب ملی‌گرای مساوات نام آن را، به آذربایجان تغییر داد، بدون اهمیت دادن به این موضوع که این اسم نام یکی از استان‌های ایران است.
به این ترتیب، این منطقهٔ تازه استقلال یافته، واقع در شمال رود ارس، «جمهوری آذربایجان» نام گرفت.
پس از دورهٔ استقلال و پایان جنگ قره باغ، دولت جمهوری آذربایجان برنامه‌ای جدی برای ایجاد حس نفرت نسبت به هر آنچه که با ارمنیان ارتباط دارد آغاز کرده‌است. بنیاد علی‌اف میلیون‌ها دلار از درآمدهای نفتی کشور را صرف انتشار کتاب‌های تبلیغاتی ای می‌کند که محتویات آن‌ها مطالبی جعلی از تاریخ و ادعاهایی دروغین علیه ارمنیان است.
یکی از دلایل وجود این جعلیات و اکاذیب می‌تواند این حقیقت باشد که پس از تأسیس اتحاد جماهیر شوروی مقامات کمونیستی جمهوری‌های تازه تأسیس یافته را تشویق می‌کردند که فرهنگ و تاریخ مخصوص به خود داشته باشند. از میان دوازده جمهوری عمده تنها سه جمهوری وجود داشتند که در حقیقت دارای زمینهٔ تاریخی واقعی و فرهنگ خاص خود بودند. این جمهوری‌ها عبارت بودند از ارمنستان، گرجستان و مولداوی.
جعل تاریخ شامل:
- تثبیت نام آذربایجان به منزلهٔ نامی که قرن‌های متمادی به این سرزمین تعلق داشته، به خصوص، به سرزمین‌های شمال رود ارس.
- ثابت کردن اینکه ارمنیان بومی در اصل تنها مهاجرانی به این سرزمین هستند.
- ثابت کردن اینکه تمامی بناهای تاریخی مسیحی منطقه در واقع ارمنی نیستند بلکه به دست ارانیان قفقازی بنا شده‌اند.
- ثابت کردن اینکه تمامی بناهای تاریخی اسلامی منطقه در حقیقت آذری هستند.
- نشان دادن اینکه ارمنیان میراث فرهنگی آذری‌ها را منهدم می‌کنند، از آن جمله بناهای تاریخی اسلامی و مسیحی را.

در کتب درسی نام ارمنی و ارمنستان تبدیل به اهل آناتولی و آناتولیایی شده‌است.
آذریها ادعا می‌کنند که تا ۱۸۲۸م هیچ ارمنی ای درقفقاز جنوبی نمی‌زیسته و این ارتش روسیه بوده که آن‌ها را با خود از ایران و ترکیه به این ناحیه آورده و در آنجا مستقر کرده‌است.

### اتهام به زوری بالایان
به ادعای بعضی از منابع جمهوری آذربایجان زوری بالایان کتابی به نام «احیای دوباره روحمان» در مورد وقایع خوجالی نوشته که در ادعا شده خود بالایان در آن شرکت داشته.
(عایشه گونایسو) مقاله‌ای به نام حاکمیت دروغ می‌نویسد:
<<حتی اگر کسی اطلاع نداشته باشد که چنین کتابی از زوری بالایان وجود خارجی ندارد، از لحن و سیاق متن نقل قول باید کاملاً روشن باشد که این «نقل قول» متن مجعولی است. مسئله شوک آور، اما این بود که «نقل قول» نه از جانب یک نفر تُرک افراطی متعصب و دشمن ارمنیان انجام می‌شد، بلکه از جانب کسی که صادقانه نژادپرستی و تبعیض را محکوم می‌کرد. چند روز بعد از چاپ مقاله، (کایماز) در وبلاگ شخصی خودش اعلام کرد که اشتباهی از جانب وی روی داده و زوری بالایان چنین کتابی ننوشته و نقل قول از متن مجعولی صورت گرفته‌است. وی اضافه کرد که مطالب راجع به کتاب را از یک پزشک آذری طی یک میزگرد تلویزیونی شنیده بوده.
ظاهراً، کایماز ساده لوحانه به هیچ وجه فکر نمی‌کرد که یک پزشک طرف مباحثه در تلویزیون ممکن است دروغ بگوید. اما، اصلاً کایماز این نقل قول را از کجا پیدا کرده بود؟ من خود به جستجوی آن پرداختم و متوجه شدم که فقط در تارنماهای تُرکهای ناسیونالیست افراطی موجود است.>>
اظهارات اونور کایماز هیئت تحریریه روزنامه رادیکال:
«کایماز مقاله‌ای در روزنامه رادیکال منتشر کرد که اظهاراتش را در وبلاگ شخصی خود به نقل قول از زوری بالایان نوشته بود اشتباه بوده او چنین می‌گوید: او در مورد کتاب از یک پزشک آذری در میزگردی در تلویزیون شنیده بوده.»

## گرجستان

### مسئله جاواختی-آخالکالاکی
برخی از ارمنیان معتقدند که آن‌ها قربانی سیاست انتقال توازن جمعیتی از جاواختی و آخالکالاکی شده‌اند تا تعدادی از خانواده‌های گُرجی در آنجا اسکان یابند. ارمنی‌ها همچنین دارای نماینده کمی در حکومت هستند یعنی دارای ۵ کرسی از ۲۳۵ کرسی پارلمان می‌باشند. تبعیض و بی‌اعتمادی متقابل نیز وجود دارد. اعتراضاتی چند نیز وجود داشته که برخی از آن‌ها منجر به برخورد فیزیکی با مأموران قانون شده‌است.
جدایی ارمنی‌های گرجستان به ویژه ارمنیان ساکن دو منطقه جاواختی-آخالکالاکی از ارمنستان نیز به مانند بسیاری دیگر از اقوام منطقه قفقاز در دوران حاکمیت شوروی به وقوع پیوست. با وجود این که این منطقه از لحاظ تاریخی، جغرافیایی و فرهنگی همیشه یک منطقه ارمنی‌نشین و جزئی از خاک ارمنستان محسوب می‌شود. در نتیجه سیاست‌های ژوزف استالین در سال ۱۹۲۱م از خاک ارمنستان جدا شده و به گرجستان ملحق شد.

### احساسات ضد ارمنی و مصادره کلیساهای ارمنی
این امر بیشتر در مشاجره در خصوص بی‌طرفی عقاید یا اظهار نظر در مورد موضوعی اعمال شده از سوی مقامات است تا اعمال فعالیت‌های بالفعل.
جمهوری خودمختار آبخازیا نیز دارای جمعیت مهمی از ارمنیان است که بیست درصد از جمعیت این جمهوری را تشکیل می‌دهند ولیکن مقامات غیررسمی آبخازی متهم شده‌اند که عمداً از تعداد ارمنی محلی آبخازیا کاسته‌اند.

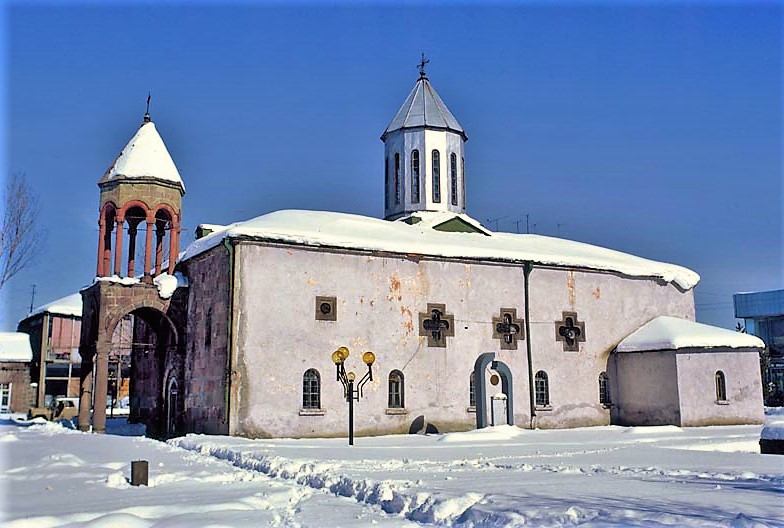
کلیسای ارمنی در آخالکالاکی

اکثریت ارمنی‌های ساکن در گرجستان ارمنیان ارتدکس تابع کلیسای حواری ارمنی و زیر نظر کلیسای جامع اچمیادزین می‌باشند.
مسائل مربوط به ارمنیان گرجستان از سوی مقر اسقفی ارمنی در گرجستان حل و فصل می‌شود که به ارمنی ویراهایوتز تم نامیده شده و رئیس آن اسقف وازگن میراخانیان است.
امروزه تنها دو کلیسای ارمنی فعال در تفلیس وجود دارد. چندین کلیسای ارمنی قبلاً تخریب شده یا تبدیل به کلیسای گرجی شده یا در شرف تبدیل شدن به کلیسای گرجی هستند. کلیسای ارمنی تقاضای مالکیت و اعمال حقوق مجدد بر شش کلیسا را کرده‌است.

## ایالات متحده
تعصب تاریخی نسبت به ارامنه در ایالات متحده در طول دوره‌های مختلف، حداقل از اوایل دهه ۱۹۰۰، وجود داشته‌است.
در اوایل دهه ۱۹۰۰ ارمنی‌ها در میان گروه اقلیت‌هایی بودند که به خصوص به دلیل نژادشان از وام گرفتن پول، زمین و تجهیزات منع شدند. از آنها به عنوان «یهودیان طبقه پایین» یاد می‌شد. علاوه بر این، در فرزنو، کالیفرنیا، در میان اقلیت‌های دیگر ارمنی‌ها در یک طرف بلوار ون نس زندگی می‌کردند، در حالی که ساکنان سفیدپوست اروپایی در طرف دیگر زندگی می‌کردند. در یک سند از یک خانه در آنجا آمده‌است: «هیچ‌یک از محوطه‌های گفته شده و هیچ بخشی از آنها نباید در هر مورد یا اشغال شده توسط سیاه پوستان، چینی‌ها، ژاپنی‌ها، هندوها، ارمنی‌ها، آسیایی‌ها یا بومی امپراتوری ترکیه استفاده شود.»
در کتاب آنی باکالیان ارمنی-آمریکایی‌ها: از وجود تا احساس ارمنی، گروه‌های مختلفی از ارامنه به دلیل تبعیض بر اساس هویت خود مورد نظرسنجی قرار گرفتند. تقریباً ۷۷٪ از ارامنه متولد ایالات متحده احساس می‌کنند که در بدست آوردن شغل مورد تبعیض قرار می‌گیرند در حالی که ۸۰٪ به این سؤال که آیا در پذیرش در مدرسه احساس تبعیض می‌کنند پاسخ مثبت می‌دهند.
جاستین مک‌کارتی مورخ آمریکایی به دلیل اختلاف نظر خود مبنی بر اینکه قصد هیچ نسل‌کشی توسط امپراتوری عثمانی نبوده بلکه ارمنی‌ها و ترک‌ها در نتیجه جنگ داخلی کشته شده‌اند، مشهور است. برخی انکار نسل‌کشی ارامنه را به ضد ارمنیسم نسبت می‌دهند، زیرا وی دکترای افتخاری دانشگاه بوگازیچی ترکیه را دارد و همچنین عضو هیئت مدیره مؤسسه مطالعات ترکی است.
در تاریخ ۲۴ آوریل ۱۹۹۸، در حین نمایشگاه دانشگاه که توسط انجمن دانشجویان ارمنی در دانشگاه برکلی برگزار شد، حمید الگار، استاد مطالعات اسلامی و فارسی، گزارش شد که به گروهی از برگزارکنندگان نزدیک شده و فریاد می‌کشد: «این یک نسل‌کشی نبوده‌است اما من آرزو می‌کنم بود - شما خوک دروغ گفتید!» دانشجویان همچنین ادعا کردند که الگار نیز به آنها تف می‌کند. به دنبال این حادثه اعضای انجمن دانشجویان ارمنستان گزارشی را به پلیس دانشگاه ارائه دادند و خواستار تحقیق شدند. پس از یک تحقیق پنج‌ماهه، دفتر صدراعظم عذرخواهی کرد، هرچند هیچ اتهامی برای نفرت نفرت نشده‌است زیرا حادثه باعث ایجاد «محیط خصمانه» نشده‌است. در تاریخ ۱۰ مارس ۱۹۹۹، دانشجویان وابسته دانشگاه کالیفرنیا (ASUC) با تصویب قطعنامه ای تحت عنوان «لایحه ای علیه سخنان نفرت و در حمایت از توبیخ پروفسور آلگار»، این حادثه را محکوم کردند و از رئیس دانشگاه خواستند تا تصمیم دانشگاه را بررسی نکند برای تشکیل پرونده.
در سال ۱۹۹۹، پس از انتخاب رافی مانوکیان به شورای شهر گلندیل، هر هفته یکی از ساکنان در جلسات این شورا شرکت می‌کرد تا «به ارمنی‌ها بگوید که از آنجا که آمده‌اند برگردند.» مبارزات مانوکیان نکته ای را به منظور تأسیس رای‌دهندگان بزرگ ارمنی آمریکایی در گلندیل مطرح کرده بود.
در آوریل ۲۰۰۷، داگلاس فرانتز، مدیر مسئول لس آنجلس تایمز، داستانی دربارهٔ نسل‌کشی ارامنه را که مارک آراکس نوشته بود، مسدود کرد و ادعا کرد که اراکس تبار آراکس است و به همین دلیل نظر مغرضانه ای در مورد این موضوع داشت. آراکس، که مقالات مشابهی را قبلاً منتشر کرده‌است، شکایت تبعیض آمیز کرده و دادخواست فدرال را تهدید کرده‌است. فرانتز، که به هیچ گونه اشتباه واقعی در مقاله اشاره نکرد، متهم به داشتن تعصبی است که هنگام استقرار در استانبول، ترکیه به دست آمده‌است. هاروت ساسونیان، رهبر جامعه ارمنی، فرانتز را به حمایت از انکار نسل‌کشی ارمنستان ابراز کرد و اظهار داشت که وی شخصاً معتقد بود که ارمنی‌ها علیه امپراتوری عثمانی قیام کردند، استدلالی که معمولاً برای توجیه قتل‌ها استفاده می‌شود. چندی بعد، فرانتز استعفا داد، احتمالاً به دلیل درخواست‌های اخراج وی از جامعه ارمنی.
در مارس ۲۰۱۲، سه نفر از پنج افسر اداره پلیس گلندیل با اصالت ارمنی، در دادگاه عالی شهرستان لس آنجلس علیه اداره پلیس گلندیل دعوی کردند و ادعای تبعیض نژادی کردند.
در سال ۲۰۱۲ دستیار جراح آنی چوپوریان، فارغ‌التحصیل دانشگاه UCLA و ییل، ۱۶۸ میلیون دلار جبران خسارت به دلیل تبعیض نژادی و جنسیتی توسط همکارانش به وی تعلق گرفت.
یک حادثه دیگر که کمتر مورد پوشش قرار گرفت، یکسری کارزارهای پست الکترونیکی نفرت‌انگیز بود که متوجه پل کرکوریان، نامزد شورای شهر برای انتخابات مقدماتی دموکراتیک کالیفرنیا شد، و اظهارات نژادپرستانه و اتهاماتی را که جامعه ارامنه به تقلب در رای‌دهندگان انجام می‌داد، ابراز داشت.
در سال ۲۰۱۶، در طی مسابقه ای بین آردی کساشیان، کارمند شهر گلندیل و لورا فریدمن، عضو شورای گلندیل، برای کسب کرسی مجلس ۴۳ ام، مبارزات انتخاباتی کاساخیان با تهدیدات و انتقادات زیادی بر اساس قومیت نامزد مواجه شد. پس از دریافت تماس تلفنی که امنیت کارمندان و داوطلبان را تهدید می‌کند، دفتر کساخیان در یک مرحله از کارزار تخلیه شد.
در ۲۰ آوریل ۲۰۱۶، تبلیغات انکار نسل‌کشی ارمنستان در آسمان رودخانه هادسون بین منهتن و شمال نیوجرسی ظاهر شد. این متن آسمانی شامل پیام‌هایی مانند «۱۰۱ سال دروغ گفتن جنسی»، «روسیه + ارمنستان = BFF» و «FactCheckArmenia.com» بود. این شیرین‌کاری هوایی بخشی از کارزار وب سایت Fact Check Armenia، یک سایت انکار کننده نسل‌کشی ارمنستان بود. این نوشته را می‌توان از شعاع تقریباً ۱۵ مایل (۲۴ کیلومتر) دید. توجه رسانه‌ها از این حادثه منجر به عذرخواهی رسمی شرکت آسمان نویس شد.
در ۲۱ آوریل ۲۰۱۶ دانش آموزان دبیرستان کلارک مگنت، که در سال ۲۰۰۶ ۶۰٪ دانش آموز ارمنی داشت، نامه ای سرگشاده نوشت و مدیران مدارس را به عدم حساسیت فرهنگی متهم کرد. در این نامه دانش آموزان توضیح دادند که به عنوان روز یادبود دانش آموزان از تی شرت‌های مشکی استفاده می‌کنند. به دلیل سیاست‌های کد لباس یقه کلارک، کارمندان مدرسه کلاس‌ها را مرور کرده و برگه‌های بازداشت را به دانش آموزانی که تی شرت‌های مشکی پوشیده‌اند، می‌دهند. آنها همچنین یکی از معلمان را به شرمسار کردن آنها متهم کردند، که «به گفته بیش از پنجاه کلارکی، یکی از اعضای هیئت علمی اقدامات میهن پرستانه دانشجویان را» رسوایی «آمریکا خواند و اظهار داشت که وی آنها را» بی‌احترامی به دیگران «می‌داند آمریکایی‌ها».
در قسمت ۴ از فصل ۳ از CBS سریال کمدی ۲ دختران شکست (پخش در ۱۴ اکتبر، ۲۰۱۳) «هنگامی که یک ساز کاپوچینو جدید به فروشگاه نوعی کیک کوچک توسط یک همکار ارمغان آورد، او می‌گوید که او آن را برای قیمت ارزان از خریداری شخصی که آنرا دزدیده اما با سود می‌فروشد و می‌افزاید: «این روش ارمنی است.» وقتی شخصیت تحت فشار قرار می‌گیرد که او ارمنی نیست، او می‌گوید: «من می‌دانم. اما این روش ارمنی است.» آرا خاچاتوریان، سردبیر آسبارز، این صحنه را «نژادپرستانه» توصیف کرد، که از CBS به دلیل ترویج کلیشه‌های نژادی در آنها انتقاد کرد نشان می‌دهد.
در برنامه ۹ ژانویه ۲۰۱۸ برنامه کمدی مرکزی در اواخر شب The Daily Show Trevor Noah اظهار داشت: «این واقعاً خنده دار است. فقط دونالد ترامپ می‌تواند از خود دفاع کند و در همان جمله، کاملاً حرف او را تضعیف کند. این امر می‌مانند کسی گفت می‌شود، «من بیشتر مرد تحمل خارج وجود دارد، فقط این کثیف ارمنستان بپرسید.» سازمان‌های ارمنی آمریکایی نوح را به اتهام نژادپرستی علیه ارامنه مورد انتقاد قرار دادند. در یک اعلامیه مطبوعاتی مشترک، کانون وکلای ارمنستان و کمیته دیده‌بان حقوق ارمنستان (ARWC) «ارمنی‌های ناپاک» را با عنوان‌های نژادی «یهودی کثیف» و «سیاه تنبل» مقایسه کردند، که اگرچه «ممکن است به منظور خنده یک خنده از مخاطبان با تمسخر نبوغ و تحمل خودخوانده رئیس‌جمهور ترامپ»، «توهین و افترا» است. این سازمان‌ها خواستار نمایش روزانه و ترور نوح برای اعتراض و عذرخواهی شدند. کمیته ملی ارامنه در آمریکا (ANCA) نیز برای عذرخواهی به نام.
در ژوئیه سال ۲۰۲۰ مدرسه ارمنستان KZV و مرکز جامعه ارامنه مجاور آن در سانفرانسیسکو یک شب با دیوارنویسی تهدیدآمیز و نژادپرستانه تخریب شدند. به گفته مقامات سانفرانسیسکو، این حمله مدعی حمایت از جنبشی خشن و ضد ارمنی به رهبری آذربایجان بود. پیام‌ها حاوی کلمات نفرین کننده بودند و به نظر می‌رسید که با افزایش تنش بین آذربایجان و ارمنستان ارتباط دارند. رئیس مجلس نمایندگان ایالات متحده آمریکا نانسی پلوسی خاطرنشان کرد که «مدرسه ارمنستان KZV بخشی از بافت زیبای خانواده ما در سانفرانسیسکو است. انزجار زدایی نفرت‌انگیز از این محل اجتماع و یادگیری باعث شرمندگی است.» دادستان منطقه سانفرانسیسکو، چسا بودین و شهردار سانفرانسیسکو در لندن نژاد نیز این عمل نفرت را محکوم کردند.